# 3ª Divisione fucilieri motorizzata "Vistola"
La 3ª Divisione fucilieri motorizzata "Vistola" (in russo 3-я мотострелковая Висленская дивизия?, 3-ja motostrelkovaja Vislenskaja divizija, unità militare 54046) è un'unità di fanteria meccanizzata delle Forze terrestri russe, subordinata alla 20ª Armata combinata delle guardie del Distretto militare di Mosca e con base a Valujki.

## Storia

### Unione Sovietica
Le origini della divisione risalgono al 31º Corpo corazzato dell'Armata Rossa, creato il 28 maggio 1943, alla vigilia della battaglia di Kursk, a partire dalla 100ª Brigata corazzata e da reggimenti corazzati autonomi della 1ª Armata corazzata delle guardie. L'unità ricevette il battesimo del fuoco il 6 luglio, durante un'operazione difensiva nel settore di Obojan'. Successivamente prese parte alla battaglia di Korsun', all'offensiva Leopoli-Sandomierz, all'operazione Carpato-Dukla, all'operazione Vistola-Oder e alle offensive della Slesia. Per il coraggio dimostrato dai soldati durante l'attraversamento della Vistola e la cattura di Sandomierz, il 1 settembre 1944 il corpo venne stato insignito del titolo onorifico "Vistola". Il 19 febbraio 1945 ottenne l'Ordine della Bandiera rossa e l'Ordine di Suvorov per la conquista delle città di Breslavia e Zabrze. Il 26 aprile 1945 gli venne conferito l'Ordine di Kutuzov in seguito all'occupazione di Racibórz.
Al termine della guerra il corpo venne trasferito a Chmel'nyc'kyj e riorganizzato nella 31ª Divisione corazzata il 4 luglio 1945 (unità militare 16695, successivamente 34931). Nell'autunno del 1956 il 100º Reggimento corazzato della divisione fu inviato a Budapest per prendere parte alla soppressione della rivoluzione ungherese. Nell'agosto 1968 l'intera divisione partecipò all'invasione della Cecoslovacchia, venendo assegnata al Gruppo di Forze del Centro e rimanendo di stanza presso Bruntál.
Nell'aprile 1990 la divisione venne ritirata in Unione Sovietica e dispiegata nella regione di Nižnij Novgorod.

### Federazione Russa
Ereditata dalla Russia dopo lo scioglimento dell'Unione Sovietica, il 1 luglio 1997 la divisione corazzata è stata riorganizzata come 3ª Divisione fucilieri motorizzata. La maggior parte delle unità subordinate alla divisione hanno preso parte alla seconda guerra cecena fra il 1999 e il 2001. Nel 2010 è stata sciolta e sostituita dalla 9ª Brigata fucilieri motorizzata e dalla 6ª Brigata corazzata, ritornando alla struttura attuale nel 2016. La 6ª Brigata corazzata è stata invece riorganizzata nella 47ª Divisione corazzata alla fine del 2021. Nel dicembre 2021 la divisione è stata rinforzata dal 245º Reggimento fucilieri motorizzato, costituito nel Valujskij rajon.
Nel 2022 è stata impiegata durante l'invasione russa dell'Ucraina, operando in particolare nell'area di Izjum. Durante le prime fasi della guerra ha subito pesantissime perdite. A metà marzo le forze ucraine hanno dichiarato di aver distrutto il 30% del personale e dei mezzi del 252º Reggimento, fra cui il comandante, colonnello Igor Nikolaev, e un comandante di battaglione, maggiore Dmitrij Toptun. Ad aprile la divisione ha mandato il 237º Reggimento corazzato all'attacco a sudest di Izjum contro posizioni tenute dalla 95ª Brigata d'assalto aereo ucraina nell'area di Svjatohirs'k, dove è stato gravemente danneggiato. Alla fine di agosto è stato ucciso in azione il vice capo di stato maggiore del 252º Reggimento, maggiore Igor' Kaipov, responsabile delle comunicazioni. La divisione è stata investita dalla controffensiva ucraina nella regione di Charkiv nel settembre 2022, e il 752º Reggimento è rimasto circondato a Lyman, venendo costretto ad abbandonare gran parte dell'equipaggiamento pesante.
La divisione si è successivamente ritirata nell'area di Kreminna. In seguito alla mobilitazione ordinata in Russia i reparti sono stati riempiti con reclute prive di addestramento, e hanno quindi subito numerose perdite durante i contrattacchi condotti verso Kup"jans'k all'inizio di ottobre insieme alla 27ª Brigata fucilieri motorizzata. Nel 2023 ha continuato a operare lungo la linea Kreminna-Svatove, venendo rinforzata dal 362º Reggimento fucilieri motorizzato (unità militare 11097), recentemente costituito con personale mobilitato. In particolare nei primi mesi del 2023 i suoi due reggimenti di fanteria sono stati largamente impegnati, insieme a tutti i reparti di manovra della 144ª Divisione fucilieri motorizzata, in operazioni offensive, risultando quindi pesantemente degradati. Ad aprile ha assaltato senza successo le posizioni della 1ª Brigata operazioni speciali in direzione di Nevs'ke. Nel maggio successivo il vice comandante e responsabile logistico del 99º Reggimento artiglieria semovente, tenente colonnello Aleksej Sidikov, è morto di infarto, mentre in seguito, il 10 giugno è stato ucciso in combattimento il comandante del 237º Reggimento corazzato, colonnello Denis Bujanov. Per ripianare le perdite la divisione è stata rinforzata dal 1220º Reggimento fucilieri motorizzato (unità militare 29603), formato a Penza con personale mobilitato proveniente dagli oblast' di Penza, di Ul'janovsk e dalla Baschiria.
A marzo 2024 la divisione è tornata all'offensiva, impiegando il 252º Reggimento in direzione di Terny insieme a due reggimenti (254º e 488º) della 144ª Divisione. Il 21 marzo è rimasto ucciso il comandante del battaglione d'assalto del 245º Reggimento, capitano Il'mir Kadyrgulov. Ad aprile il 252º e il 752º Reggimento della divisione hanno cercato di avanzare verso il villaggio di Makiïvka, a sudovest di Svatove. Alla fine di maggio elementi della divisione sono stati trasferiti sul fronte di Bachmut, dove cooperando con altre 3 brigate dell'esercito e un reggimento del VDV sono riusciti a riconquistare il villaggio di Kliščiїvka. A partire dal 18 giugno la 3ª e la 144ª Divisione hanno dato il via a un'importante serie di attacchi a sudovest di Svatove, con l'obiettivo di raggiungere il confine dell'oblast' di Luhans'k, contro le posizioni difese dalla 3ª Brigata d'assalto ucraina. L'8 luglio è stato ucciso in combattimento il comandante del 159º Battaglione artiglieria controcarri, tenente colonnello Rustam Abitaev. Al fine di mantenere la capacità operativa ha integrato il personale mobilitato proveniente dal 1486º Reggimento fucilieri motorizzato "Leningrado" (unità militare 95410), costituito nel marzo 2023 e impiegato in precedenza sul fronte di Bachmut, dove aveva subito numerose perdite fra cui il comandante, colonnello Evgenij Vašunin. Il 12 luglio il reggimento è stato promosso a unità delle guardie.
Ad agosto 2024 il 245º e il 252º Reggimento della divisione sono stati trasferiti nell'oblast' di Kursk per contrastare l'offensiva ucraina in territorio russo, seguiti il mese successivo dal 1220º Reggimento. Fra settembre e ottobre il resto della divisione, rimasto schierato nell'area di Svatove, è stato impiegato in combattimento a ovest del fiume Žerebec'. Alla fine di novembre ha attaccato in forze le posizioni della 3ª Brigata d'assalto a ovest di Novovodjane, subendo pesanti perdite ad opera dei droni e dell'artiglieria ucraina e venendo quindi respinta. Il 10 novembre 2024 è stato ucciso in azione il comandante del battaglione corazzato del 752º Reggimento, tenente colonnello Sergej Isaev. Nel marzo 2025 il 1220º Reggimento della divisione ha preso parte alla fase finale della controffensiva russa nella regione di Kursk, venendo ringraziato dal presidente russo Vladimir Putin per il suo contributo. Nel febbraio 2025 il 752º Reggimento della divisione, dopo aver conquistato il villaggio di Nadija insieme al 254º Reggimento della 144ª Divisione fucilieri motorizzata, è stato trasferito a sud, nei pressi del villaggio di Terny, per supportare gli sforzi offensivi russi a ovest del fiume Žerebec'; l'insediamento di Nadija è stato riconquistato dalla 3ª Brigata d'assalto.

## Struttura
- Comando di divisione[43]
- 245º Reggimento fucilieri motorizzato delle guardie "Gniezno" (unità militare 54708)
  - 1º Battaglione fucilieri motorizzato
  - 2º Battaglione fucilieri motorizzato
  - 3º Battaglione fucilieri motorizzato
  - Battaglione corazzato
  - Battaglione artiglieria campale
  - Battaglione artiglieria missilistica contraerei
  - Unità di supporto
- 252º Reggimento fucilieri motorizzato delle guardie (unità militare 91711)
  - 1º Battaglione fucilieri motorizzato
  - 2º Battaglione fucilieri motorizzato
  - 3º Battaglione fucilieri motorizzato
  - Battaglione corazzato (T-72B3)
  - Battaglione artiglieria campale (2A65 Msta-B)
  - Battaglione artiglieria missilistica contraerei (9K35 Strela-10 e 2K22 Tunguska)
  - Unità di supporto
- 752º Reggimento fucilieri motorizzato delle guardie "Piotrków-Cosacchi del Volga" (unità militare 34670)
  - 1º Battaglione fucilieri motorizzato
  - 2º Battaglione fucilieri motorizzato
  - 3º Battaglione fucilieri motorizzato
  - Battaglione corazzato (T-72BA)
  - Battaglione artiglieria semovente (2S23 Nona-SVK)
  - Battaglione artiglieria missilistica contraerei (9K35 Strela-10 e 2K22 Tunguska)
  - Unità di supporto
- 237º Reggimento corazzato (unità militare 91726)
  - 1º Battaglione corazzato (T-72B)
  - 2º Battaglione corazzato (T-72B)
  - 3º Battaglione corazzato (T-72B)
  - Battaglione fucilieri motorizzato
  - Battaglione artiglieria campale (2A65 Msta-B)
  - Battaglione artiglieria missilistica contraerei (9K35 Strela-10 e 2K22 Tunguska)
  - Unità di supporto
- 99º Reggimento artiglieria semovente delle guardie "Pomerania" (unità militare 91727)
  - 1º Battaglione artiglieria semovente (2S19 Msta-S)
  - 2º Battaglione artiglieria semovente (2S19 Msta-S)
  - Battaglione artiglieria lanciarazzi (BM-21 Grad)
  - Unità di supporto
- 1143º Reggimento missilistico contraereo (9K33 Osa) (unità militare 48422)
- 159º Battaglione artiglieria controcarri (MT-12 Rapira e 9K114 Šturm) (unità militare 65297)
- 337º Battaglione genio (unità militare 91717)
- 84º Battaglione ricognizione (unità militare 22263)
- 692º Battaglione comunicazioni (unità militare 22463)
- 911º Battaglione logistico (unità militare 54366)
- 231º Battaglione medico (unità militare 83833)
- Battaglione guerra elettronica
- Compagnia comando
- Compagnia UAV
- Compagnia difesa NBC

## Comandanti
- Maggior generale Andrej Ruzinskij (2016-2019)
- Maggior generale Aleksej Avdeev (2019-in carica)